# Barqueiros (Barcelos)
Barqueiros ist eine Gemeinde (Freguesia) im nordportugiesischen Kreis Barcelos. In ihr leben 1916 Einwohner (Stand 19. April 2021).